# عهد ألفونسو الثالث عشر في إسبانيا
عهد ألفونسو الثالث عشر هي إحدى حقب التاريخ الإسباني التي أضحى فيها ألفونسو الثالث عشر دي بوربون ملكا منذ ولادته في مايو 1886 بعد وفاة والده ألفونسو الثاني عشر قبل ولادته بخمسة أشهر. واستلمت الوصاية عليه والدته ماريا كريستينا دي هابسبورغ حتى بلوغه سن ال16 في مايو 1902، وبدأ عهده الشخصي مع أدائه القسم على دستور 1876 الذي استمر حتى 14 أبريل 1931، وهو اليوم الذي اضطر فيه إلى الخروج إلى المنفى بعد إعلان الجمهورية الثانية.
وانقسم عهده إلى أربع مراحل:
- وصاية ماريا كريستينا دي هابسبورغ (1885-1902) "عدت تلك الفترة بأن لها أهمية خاصة في تاريخ إسبانيا لأن النظام في أواخر القرن الماضي قد واجه استقرارا سياسيا نوعا ما وتطورت سياسات الدولة الليبرالية، ولكنها واجهت أيضا ظهور تمزقات كبيرة في الساحة الدولية أفرزتها الحرب الاستعمارية الأولى ثم مع الولايات المتحدة بعد ذلك، وأثارت الهزيمة العسكرية والدبلوماسية إلى خسارتها للمستعمرات في اتفاقية باريس 1898. وفي الداخل شهد المجتمع الإسباني نقلة كبيرة بظهور وقائع سياسية هامة مثل النزعة القومية والإقليمية المهمشة وتعزيز الحركات العمالية ذات الانتماءات المزدوجة الاشتراكية والفوضوية، واستمرار وجود تيارات المعارضة الكارلية والجمهوريين بالرغم من تضعضعهم[1]».

- الفترة الدستورية (1902-1923) هي فترة حكمه الشخصي التي أصبح فيها ملكا حسب الدور الذي منحه إياه دستور 1876 في فترة عودة البوربون في إسبانيا وهي فترة لم يحد الملك نفسه لممارسة دورا رمزيا ولكنه تدخل بنشاط في الحياة السياسية وخاصة في المسائل العسكرية بفضل الصلاحيات الواسعة نسبيا التي تمتع بها التاج. فسياسة الملك هي سياسة التاج، وبالتالي فقد كان الملك عقبة أمام انتقال النظام السياسي لعودة البوربون إلى ملكية برلمانية، وأصبح تدخله أكثر وضوحًا في الأوقات التي أظهرت فيها أحزاب (تداول السلطة) ضعفا في التماسك الداخلي، وابداء رأيه عند عدم التمكن من اختيار زعيم لها. ففي ظل هذه الظروف كان قرار الملك بتسليم السلطة إلى زعيم سياسي أو آخر يشكل مشاركة حاسمة في السياسة الداخلية للأحزاب[2].

- ديكتاتورية بريمو دي ريفيرا (1923-1930) هي الفترة الثانية من عهد ألفونسو الثالث عشر. فالملك لم يعارض انقلاب بريمو دي ريفيرا الذي أنهى فيه النظام الليبرالي. وبتلك الطريقة ربط ألفونسو الثالث عشر مصيره مع تلك الديكتاتورية، لذلك عندما فشل بريمو دي ريفيرا في محاولته لإقامة نظام استبدادي وقدم استقالته في يناير 1930 بدأ التشكيك في النظام الملكي ذاته. وقد انقسمت تلك الفترة إلى حقبتين: حقبة الإدارة العسكرية وحقبة الإدارة المدنية.

- لم تتمكن دكتاتورية الجنرال بيرنجير (1930-1931) من منع نمو الخيار الجمهوري الذي أدى إلى إعلان الجمهورية الإسبانية الثانية في 14 أبريل 1931 واضطر ألفونسو الثالث عشر إلى الخروج إلى المنفى.

وكما أشار المؤرخ مانويل سواريز كورتينا:"في السنوات التي كان ألفونسو الثالث عشر مسؤولا فيها عن مصائر الدولة يمكن ملاحظة حدوث تغيرات ذات أهمية للمجتمع الإسباني: تعزيز استقلالية الحركة العمالية، وتوكيد الإقليمية والقومية، وتشكيل نظام اقتصادي احتوى على سمات الحمائية الذي تعرض للنقد، والمحاولات لتحديث النظام السياسي الذي بدا غير قابل للتطبيق في النصف الثاني من القرن." أما المؤرخ خافيير مورينو لوزون فقد ذكر أن التغييرات التي حدثت خلال عهد ألفونسو الثالث عشر تسببت في "صراعات اجتماعية وسياسية بالغة الخطورة... لم تكن إسبانيا تشبه بريطانيا العظمى، إلا أنها لم تصل لمستوى مستعمرة إفريقية بل اقتربت من إيطاليا ودول أخرى من الطبقة الأوروبية الثانية التي كانت في بداية القرن العشرين تدخل السياسة الجماعية المعقدة".